# Olivella kifos
Olivella kifos is een slakkensoort uit de familie van de Olividae. De wetenschappelijke naam van de soort is voor het eerst geldig gepubliceerd in 2001 door Macsotai & Campos.